# Sân bay Redang
Sân bay Redang (IATA: RDN, ICAO: WMPR) là một sân bay trên đảo Redang (Pulau Redang), một trong những quần đảo lớn nhất ngoài khơi bờ đông của Malaysia. Sân bay này có một đường băng dài 3084 m bề mặt nhựa đường.

## Các hãng hàng không và các tuyến bay
Hiện có các hãng hàng không sau đang hoạt động tại sân bay Redang:
- Berjaya Air (Kuala Lumpur-Subang, Singapore-Seletar)[2]